# Leucanitis christophi
Leucanitis christophi là một loài bướm đêm trong họ Noctuidae.